# سوط الفارس
سوط الفارس هو سوط قصير مرتبط بجنوب غرب الولايات المتحدة. غالباً ما يكون من حبال جلدية مضفرة.

## طالع المزيد
- سوط